# Cala Virgili
Cala Virgili (‚Virgilibucht‘) ist eine kleine Bucht an der Ostküste der spanischen Baleareninsel Mallorca. Sie befindet sich im Südosten der Gemeinde Manacor zwischen den Orten Cales de Mallorca und S’Estany d’en Mas.

## Lage und Beschreibung

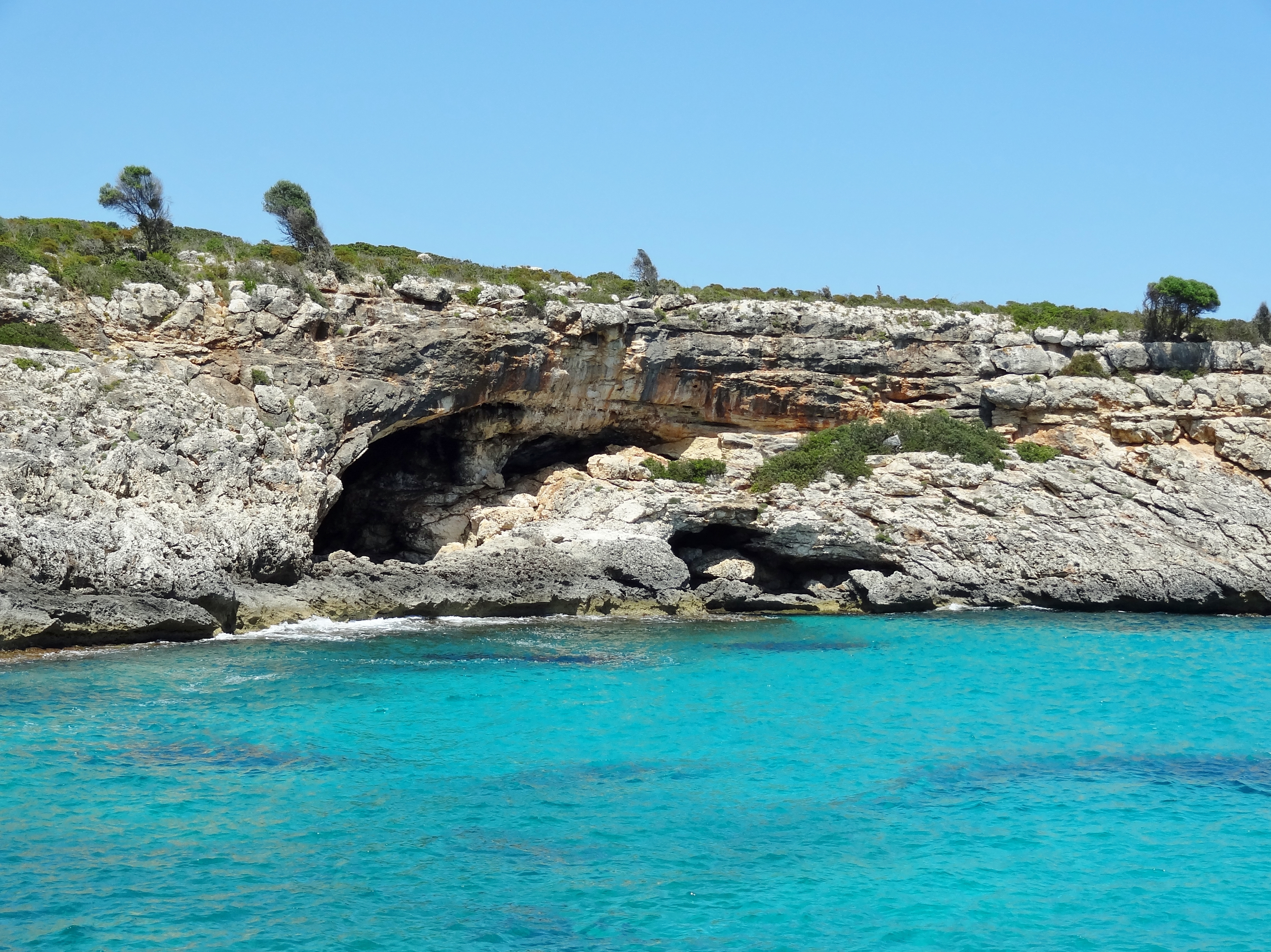
Cova de ses Dones

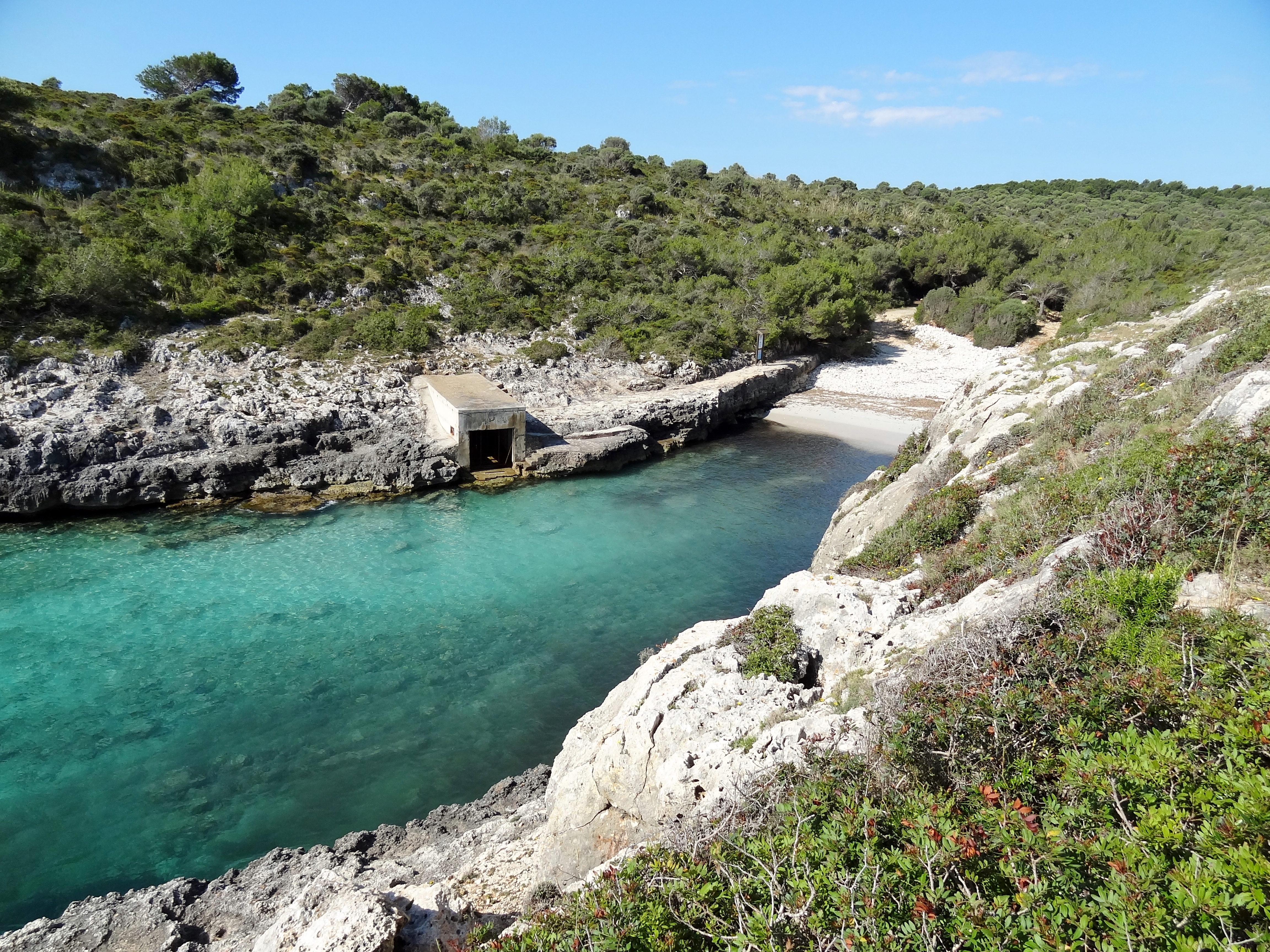
Strand und ehemaliger Bootsunterstand

Die Cala Virgili ist ein etwa 400 Meter langer und 20 bis 200 Meter breiter felsiger Meereseinschnitt an der Steilküste von Manacor, ungefähr 11 Kilometer südöstlich des Hauptortes der Gemeinde. Die nach Westen ausgerichtete Bucht wird im Norden von der Halbinsel Ses Maleres und im Süden von der Punta de ses Penyes Altes begrenzt. Das unmittelbare Hinterland der Cala Virgili, die Marina de s’Hospitalet, ist unbebaut. Es ist Teil des 6,27 km² großen Naturgebiets von besonderem Wert (Àrea natural d’especial interès – ANAI) der Cales Verges de Manacor, nach dem Naturraumgesetz (ANAI / ARIP) zum Schutz des Bodens vor Verbauung.
Die Bucht bildet die Mündung des Regueró de Cala Virgili, eines Sturzbachs, der nur nach starken Regenfällen Wasser führt. Er entspringt etwa 450 Meter östlich der Ruinen des prähistorischen Dorfes von S’Hospitalet Vell. Vor der Mündung am Strand der Cala Virgili ist durch den Sturzbach Geröll abgelagert. Die nur etwa 350 Meter lange Halbinsel Ses Maleres als nördliche Begrenzung der Cala Virgili reicht nicht bis ins offene Meer, so dass die Bucht mit den nördlich angrenzenden Cala Pilota und Cala Magraner einen gemeinsamen Meereseinschnitt bildet, dessen nordöstlichster Punkt als Punta des Moro bezeichnet wird. Ungefähr in der Mitte von Ses Maleres befindet sich, der Cala Virgili zugewandt, die Felsenhöhle Cova de ses Dones (‚Höhle der Frauen‘), die durch eine unterirdische Verbindung zum Meer mit Wasser gefüllt ist.
Der 20 Meter lange Strand der Cala Virgili ist bis zu 30 Meter breit und beidseitig von Felsen eingerahmt. Während die Nordseite nur mit niedrigen Büschen bewachsen ist, stehen im Süden am Felshang und im Westen hinter dem Strand einige Kiefern. Der Strand besteht aus feinem Sand, der im ufernahen Wasser mit kleinen und größeren Steinen durchsetzt ist. Hinter dem Sandbereich liegt reichlich durch den Regueró, übersetzt ‚Rinnsal‘, abgelagertes Geröll ohne Bewuchs. An der Uferlinie können sich Seegrasablagerungen bilden. Etwa 25 Meter vom Strand entfernt steht ein in die Küstenfelsen der Südseite der Bucht gebauter Bootsunterstand (katalanisch escar), dessen Betondach im Innenraum wegen Baufälligkeit durch Stützen gesichert ist.
Die Cala Virgili wird wenig besucht, ab und zu von Einheimischen aus dem etwa 1,7 Kilometer Luftlinie entfernten Cales de Mallorca. Auch Wanderer stoßen mitunter auf die Bucht. Eine ursprüngliche Planung von 1962, die Cala Virgili und weitere Nachbarbuchten in das Siedlungsgebiet von Cales de Mallorca einzubeziehen, wurde nicht realisiert. Nur eine Erschließungsstraße wurde teilweise fertiggestellt, der heute unbefestigte Zugangsweg zur Bucht.

## Zugang
Von der Straße MA-4014 zwischen Porto Cristo und Portocolom zweigt ungefähr 10 Kilometer hinter Porto Cristo (bei Kilometerstein 6) südöstlich die Landstraße nach Cales de Mallorca ab. Von dieser führt nach etwas über zwei Kilometern, an der Unterführung des Sturzbachs Regueró de Cala Bóta, links ein breiter, unbefestigter Weg ab, der hinter einem Durchgang rechts eines großen Tores auf geschwungener Wegführung durch das Naturschutzgebiet verlaufend nordöstlich an der Cala Magraner endet. Von diesem führen weitere Wege in östliche Richtung abzweigend nacheinander zu den Buchten Cala Bóta, Cala Virgili und Cala Pilota. Die Entfernung vom Tor bis zur Cala Virgili beträgt etwa 2,3 Kilometer.